# Llucià Navarro i Rodón
Llucià Navarro i Rodón (Barcelona, 19 d'abril de 1924 - Premià de Mar, 29 d'octubre de 2007) fou un pintor i dibuixant que treballà àmpliament el mural a partir d'un específic i molt propi traç figuratiu.
Llucià Navarro va néixer el 19 d'abril a Barcelona al barri de Sant Gervasi, fill de mare vallenca i pare parisenc. Aquest, que era brodador artístic, a més d'aquarel·lista i fotògraf, li inculcà la vocació artística i el gust per l'obra de creació. Nascut en un entorn familiar amant de l'art, va estudiar pintura a l'Escola Superior de Belles Arts de Sant Jordi. Una beca el portà per terres de Castella i a Eivissa i, més tard ampliar els coneixements de pintura a Itàlia.
A partir de 1941 va estudiar art a l'Acadèmia de Nolasc Valls i a l'Escola Superior de Belles Arts de Sant Jordi on l'any 1948 es llicencià en Belles Arts. El 1950 exposa a la galeria Argos. Més endavant, l'any 1952, hi torna a exposar juntament amb l'escultor i amic Tomàs Bel Sabatés. Aquest mateix any va pintar les primeres murals a la capella de l'Immaculada i al sostre de la capella del Santíssim a l'església de Betlem a Barcelona, obres en les quals encara cerca el seu estil personal.
- Obra primerenca:  Murals a la capella de l'Immaculada (1951)
Barcelona: Església de Betlem
- Obra de plena maduresa artística: La Farmàcia Carulla 
L'Espluga: Museu de la Vida Rural

Des de 1951 va ser nomenat professor per oposició, a l'Escola d'Arts Aplicades i Oficis Artístics "La Llotja," de Barcelona de la qual fou nomenat el primer director, després del retorn de la democràcia. Es va implícar molt en l'ensenyament de l'art, la formació de joves era una altra de les seves passions vitals, juntament amb la pintura. A Llotja va fundar el Departament de Pintura Mural, avui dia encara actiu. El 1889 es va jubilar de la Llotja.
L'any 1960, va ser un dels fundadors i director artístic de la revista Cavall Fort. Obra pionera —i difícil per ser en català en temps de la dictadura franquista—, al qual tothom havia de fer de tot, en condicions financeres més que precàries. Amb escassos mitjans, la revista aviat al punt de la fallida, quan Lluís Carulla i Canals (1904-1980) la va salvar amb un generós mecenatge. El 1962 rep la Medalla d'Or de l'Agrupació d'Aquarel·listes de Catalunya.
El 1995 la Fundació Lluís Carulla, organitza una exposició antològica de la seva obra a l'Espluga de Francolí titulat Paret tela i paper, l'art de Llucià Navarro. El 2004 es reeditaria un opuscle amb el mateix títol i es realitzà l'últim sentit homenatge a l'art de Llucià a l'Espluga. Encara el gener de 2007, pocs mesos abans de la seva mort, se li reté un homenatge amb una exposició a Premià de Mar, impulsats per la Regidoria de Cultura i l'Associació d'Artistes Plàstics de la vila, que consistí en una exposició d'obres murals al Museu de l'Estampació, una taula rodona sobre l'artista i la seva obra i una exposició de pintura i dibuix a la sala Premiart.
La seva obra de pintura mural civil i religiosa, es troba escampada per tot el territori català: nou obres de tipologia religiosa i civil a Barcelona, pintura mural en les poblacions d'Agramunt, Tornabous, Badalona, Balaguer, Bell-lloc d'Urgell, Cambrils, Capellades, Esparreguera, l'Espluga de Francolí, Lleida, Núria, Ordino, Port de la Selva, Ponts, Premià de Mar, Premià de Dalt, Ribes de Freser, Riudoms, Sant Cristòfol de Begues, Sant Pere de Riudebitlles, Sant Sadurní d'Anoia, Súria, Vilanova i la Geltrú, Viladecans, Vilanova del Camí, Tàrrega, Mataró, Palau-solità i Plegamans, Sant Joan de les Abadesses i Valls. Fora de Catalunya Llucià Navarro treballà a Logronyo, Madrid, Valladolid, Múrcia, Veneçuela, Miami i Puerto Rico.
A mitjans de la dècada dels 70, per encàrrec de la promotora i constructora barcelonina La Llave de Oro, realitzarà algunes pintures murals –d'altres se n'encarregarà Jordi Alumà– per decorar els vestíbuls de l'Edifici Olimpo, destinat a habitatges d'alt nivell, del Carrer Balmes (413-427) i Carrer Moragas (14-32) en el seu barri natal de Sant Gervasi a Barcelona. Tot seguint la temàtica de mitologia grega que inspira amb una divinitat diferent, cada una de les porteries del complex residencial.
Diversos reconeixements honorífics, donen fe del seu treball. Entre ells destaquen el Premi Jaume I d'actuació Cívica Catalana i l'ingrés com Membre de la Reial Acadèmia de Belles Arts de Sant Jordi. En Llucià Navarro esdevingué polifacètic: pintures murals al fresc i sec, esgrafiats, vitralls, mosaics, marqueteria, pintura de cavallet i dibuix i un molt prolífic il·lustrador, la seva obra és present arreu, pinta esglésies, altars, façanes, interiors i també il·lustra un gran nombre de llibres infantils i juvenils d'obres de Josep Vallverdú o de Joaquim Carbó entre molts d'altres, així com un extens treball col·laboratiu a la revista Cavall Fort.

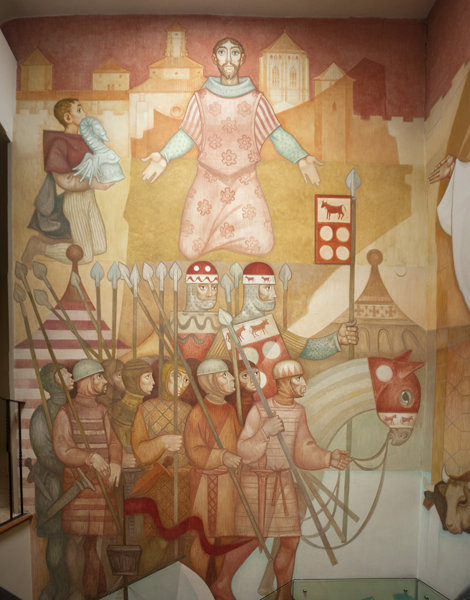
Mural al Museu de la Vida Rura a Espluga

L'Espluga de Francolí és la població catalana que recull la més grossa quantitat d'obres murals de Llucià Navarro. Especialment reconegudes són les del Museu de la Vida Rural així com les obres a l'Església nova, el Casal de l'Espluga de Francolí, al teatre del Casalet, al Poliesportiu (malmeses i desaparegudes després d'un incendi) i la Residència Jaume I.
Gran part de la seva obra gràfica va ser donada a l'Arxiu Comarcal del Maresme on pot ser consultada.
Altres obres de Llucià Navarroː
- Pintures del presbiteri de l'església de la Mare de Déu Assumpta de Tornabous (1956)
- Pintures del cambril de la Mare de Déu de Núria (1965-1967)
- Pintures de l'absis de la capella del Santíssim de l'església parroquial de Santa Maria de Ribes de Freser (1970)
- Pintures de l'absis de l'església de Sant Antoni Abat de Vilanova i la Geltrú

## Exposicions
- Exposició de pintura Navarro Rodón, Barcelona, Galería Argos, 1955
- Paret, Tela i Paper. L’art de Llucià Navarro, Esplugas de Francolí, Museu de la Vida Rural & Fundació Jaume I, 1995